# Undergruppe
Givet en gruppe G med binær operator *, siges en delmængde H i gruppeteori at være en undergruppe af G, hvis H også danner en gruppe med operatoren *. Mere præcist er H en undergruppe af G, hvis restriktionen af * på H er en gruppeoperator på H.
En ægte undergruppe af en gruppe G er en undergruppe H, der er en ægte delmængde af G (dvs. H ≠ G.) Den trivielle undergruppe af en gruppe er undergruppen {e}, der kun består af det neutrale element. Hvis H er en undergruppe af G, kaldes G af og til en overgruppe af H.
De samme definitioner gælder mere generelt, når G er en arbitrær semigruppe, men denne artikel vil kun omhandle undergrupper af grupper. Gruppen G betegnes undertiden ved det ordnede par (G,*) for at lægge vægt på operatoren *, når G har flere algebraiske eller andre strukturer.
I det følgende benyttes den almindelige konvention med at droppe * og skrive produktet a*b som ab.

## Grundlæggende egenskaber ved undergrupper
- H er en undergruppe af en gruppe G, hvis og kun hvis den ikke er tom og er lukket under produkter og inverser. (Lukkethedskravet betyder følgende: Hvis a og b er elementer i H, er også ab og a−1 elementer i H. Disse to krav kan kombineres i et enkelt ækvivalent krav: Hvis a og b er elementer i H, er også ab−1 et element i H.) I tilfældet hvor H er endelig, er H en undergruppe af G hvis og kun hvis H er lukket under produkter. (I dette tilfælde frembringer ethvert element a i H en endelig cyklisk undergruppe af H, og den inverse til a er a−1 = an − 1, hvor n er ordenen af a.
- Det ovenstående krav kan udtrykkes ved brug af en gruppehomomorfi: H er en undergruppe af en gruppe G hvis og kun hvis H er en delmængde af G og der findes en inklusionshomomorfi (dvs., i(a) = a for alle a) fra H til G.
- Det neutrale element i undergruppen er det neutrale element i gruppen: Hvis G er en gruppe med neutralt element eG, og H er en undergruppe af G med neutralt element eH, er eH = eG.
- Et inverst element til et element i undergruppen er det inverse element til elementet i gruppen: Hvis H er en undergruppe af en gruppe G, og a og b er elementer i H, så ab = ba = eH, er ab = ba = eG.
- Fællesmængden af to undergrupper, A og B, er igen en undergruppe. Foreningsmængden af to undergrupper, A og B, er en undergruppe hvis og kun hvis den ene af de to er indeholdt i den anden; eksempelvis er 2 og 3 indeholdt i foreningen af 2Z og 3Z, men deres sum, 5, er ikke.
- Ethvert element a i en gruppe G frembringer den cykliske undergruppe <a>. Hvis <a> er isomorf på Z/nZ for et positivt heltal n, er n det mindste positive heltal, for hvilket an = e, og n kaldes ordenen af a. Hvis <a> er isomorf på Z, siges a at have uendelig orden.

## Eksempel
Lad G være den abelske gruppe med elementer
G={0,2,4,6,1,3,5,7},
og gruppeoperator addition modulo otte. Dens Cayleytabel er
| + | 0 | 2 | 4 | 6 | 1 | 3 | 5 | 7 |
| - | - | - | - | - | - | - | - | - |
| 0 | 0 | 2 | 4 | 6 | 1 | 3 | 5 | 7 |
| 2 | 2 | 4 | 6 | 0 | 3 | 5 | 7 | 1 |
| 4 | 4 | 6 | 0 | 2 | 5 | 7 | 1 | 3 |
| 6 | 6 | 0 | 2 | 4 | 7 | 1 | 3 | 5 |
| 1 | 1 | 3 | 5 | 7 | 2 | 4 | 6 | 0 |
| 3 | 3 | 5 | 7 | 1 | 4 | 6 | 0 | 2 |
| 5 | 5 | 7 | 1 | 3 | 6 | 0 | 2 | 4 |
| 7 | 7 | 1 | 3 | 5 | 0 | 2 | 4 | 6 |

Gruppen har to ikketrivielle undergrupper: J={0,4} og H={0,2,4,6}, hvor J også er en undergruppe af H. Cayleytabellen for H er kvadranten øverst til venstre i Cayley-tabellen for G. Gruppen g er cyklisk, og det samme er dens undergrupper. Det gælder generelt, at undergrupper af cykliske grupper er cykliske.

## Sideklasser og Lagranges sætning
Givet en undergruppe H af en gruppe G og et element a i G, defineres venstresideklassen aH af H ved aH = {ah | h ∈ H}. Da multiplikation med a er invertibelt, er afbildningen φ : H → aH givet ved φ(h) = ah en bijektion. Yderligere gælder, at ethvert element i G er indeholdt i præcis en venstresideklasse af H; venstresideklasserne er ækvivalensklasserne hørende til ækvivalensrelationen a1 ~ a2 hvis og kun hvis a1−1a2 ∈ H. Antallet af venstresideklasser af h kaldes indekset af H i G og betegnes [G : H].
Lagranges sætning siger, at der, for en endelig endelig gruppe G og en undergruppe H, gælder, at
{\displaystyle [G:H]={\frac {|G|}{|H|}}}
hvor |G| og |H| betegner ordenen af henholdsvis G og H. Specielt går ordenen af enhver undergruppe af G (og ordenen af ethvert element i G) op i ordenen af G.
Højresideklasser defineres analogt: Ha = {ha | h ∈ H}. De er ligeledes ækvivalensklasserne for en passende ækvivalensrelation og antallet af dem er lig [G : H].
Hvis aH = Ha for alle a i G, siges H at være en normal undergruppe. Enhver undergruppe med indeks 2 er normal: Venstresideklasserne og højresideklasserne er ganske simpelt undergruppen og dens komplement.